# Bahnwärter Thiel (Club)

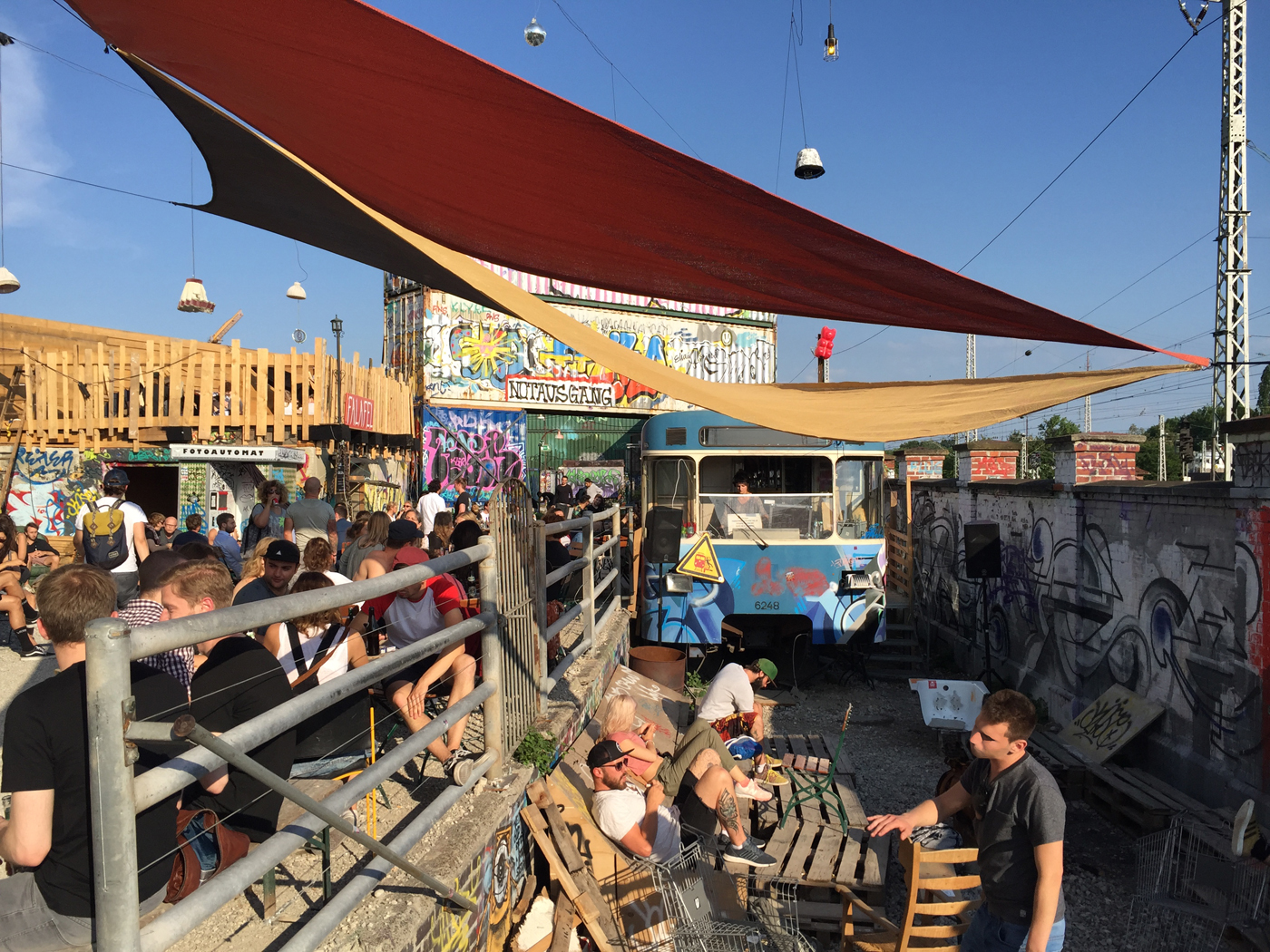
Der Außenbereich des Bahnwärter Thiel im Jahr 2018

Der Bahnwärter Thiel ist ein Techno-Club und alternatives Kulturzentrum im Münchner Stadtbezirk Ludwigsvorstadt-Isarvorstadt.

## Beschreibung
Der Club befindet sich auf dem Gelände der ehemaligen Großviehhalle (dem Viehhof) in München. Er besteht aus mehreren Dutzend Seefracht-Containern, die ursprünglich aus dem Hamburger Hafen stammen, einem ehemaligen Ausstellungspavillon aus dem Lenbachhaus, sowie mehreren U-Bahn-Triebwagen der Münchner U-Bahn. Im Bahnwärter Thiel finden Techno-Clubnächte statt, ebenso wie Raves unter freiem Himmel und in den U-Bahn-Wagen, Lesungen, Ausstellungen, Improvisationstheater, Konzerte und Flohmärkte. Dabei ist der Bahnwärter Thiel insbesondere für seine regelmäßigen kostenlosen Veranstaltungen wie die Bahnsteig Open Air genannten Raves,  für sein exzellentes Funktion One Soundsystem sowie für seine avantgardistische, durch kuriose Exponate wie Jahrmarktsgondeln oder Schiffschaukeln geprägte Außen- und Inneneinrichtung bekannt. Der weitläufige Außenbereich ist durch zahlreiche Graffiti, Lagerfeuerstellen und Sitzmöglichkeiten in unterschiedlichsten Variationen geprägt, im Inneren des Clubs befinden sich eine hallenartige Tanzfläche mit übergroßen Diskokugel- und Scheinwerferinstallationen sowie mehrere Rückzugsbereiche mit Vintage-Möbeln und skurrilen Dekorationen. Musikalisch legen im Bahnwärter Thiel neben bekannten Münchner Residents häufig DJs von Clubs wie dem Berliner Kater Blau oder dem Ritter Butzke auf. Der Bahnwärter Thiel ist benannt nach der gleichnamigen Novelle von Gerhart Hauptmann.

## Geschichte

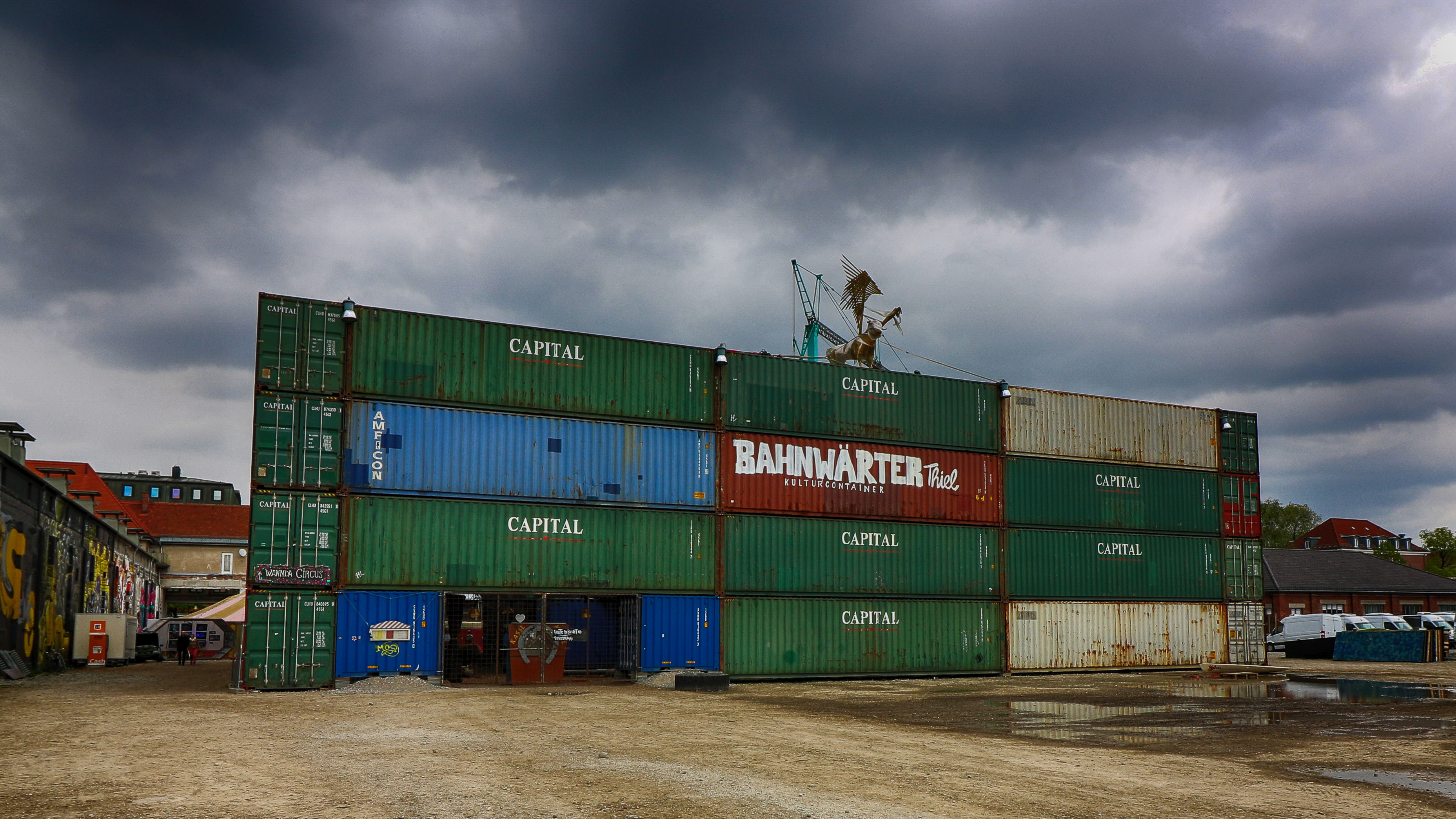
Der Bahnwärter Thiel am alten Standort im Jahr 2017

### Ursprünge und erste Standorte
Daniel Hahn gründete die Bahnwärter-Kulturstätten im Jahr 2015, nachdem er bereits 2012 mit seinen Brüdern und Schulfreunden den Verein Wannda gegründet hatte. Im selben Jahr eröffnete der Bahnwärter Thiel auf dem alten Standort auf dem Viehhof. Zum Club gehörte damals neben der schwarzen Clubhalle ein ausgesonderter MAN-Schienenbus von 1952 sowie zahlreiche Kuriositäten wie riesige Discokugeln, Kronleuchter, Schiffschaukeln oder Berggondeln. Der Schienenbus tauchte zunächst im November 2015 als Bestandteil des alternativen Weihnachtsmarktes Märchenbazar von Wannda auf.
Im Mai 2016 wurde der Schienenbus für den Sommer 2016 auf das Gelände der Hochschule für Fernsehen und Film München transportiert. Im Oktober desselben Jahres wurde der Schienenbus zunächst wieder zum ursprünglichen Standort des Clubs zurücktransportiert, wo Daniel Hahn und seine Mitstreiter eine quadratische Containerburg aus 54 Schiffscontainern aus dem Hamburger Hafen von 40 Metern Breite und 10 Metern Höhe aufgebaut hatten, welche die Clubhalle und den MAN-Schienenbus nun als riesiger Schall- und Wetterschutz umgab. Damit man den Club dennoch finden konnte, baute Hahn in der Containerburg noch einen Baukran auf, an dem eine weithin sichtbare Discokugel hing, die bei Clubbetrieb beleuchtet wurde.
Im Mai 2017 wurde der Schienenbus wieder auf das Gelände der Hochschule für Fernsehen und Film München transportiert und stellt dort seitdem zusammen mit Zelten und einem Schiffscontainer einen eigenständigen Club namens Minna Thiel dar, der nach der Ehefrau des Protagonisten der Novelle Bahnwärter Thiel von Gerhart Hauptmann benannt ist.

### Standort am Viehbahnhof
Nachdem ein Fünf-Jahres-Vertrag mit der Stadt München ausgehandelt werden konnte, zog der Bahnwärter Thiel im Herbst 2017 an seinen neuen dauerhaften Standort am Viehhof um. Der neue Standort befindet sich auf dem Gelände des ehemaligen Viehbahnhofs, enthält noch einige Relikte des alten Bahnhofs wie Bahngleise und Viehgatter und ist nur etwa 400 Meter vom ursprünglichen Standort der Containerburg im Viehhof entfernt. Neben den gewohnten Clubnächten und Konzerten soll in den Frachtcontainern auch Platz für ein Programmkino, ein festes Theater, Künstlerateliers, Workshops und Proberäume für Musiker geschaffen werden.
Im Frühjahr 2018 wurde der Club um einen ausgesonderten U-Bahn-Triebwagen ergänzt, der bei Clubnächten in der Halle als zweiter Floor und bei sommerlichen Raves im Außenbereich als DJ-Kanzel dient. Zwei weitere U-Bahnwagen der MVG-Baureihe B folgten im Oktober 2018, wobei einer der Wagen mit einem Kran auf einer erhöhten Position auf 4 Betonsäulen montiert wurde. Einer der Wagen soll als Künstlerkantine, der andere als Open Workspace genutzt werden. Die Clubhalle selbst wurde wieder mit den Seefracht-Containern als Schallschutz umbaut, der Innenbereich aber teilweise neu gestaltet. So wurde für den Bereich des DJ-Pults eine futuristisch anmutende Lichtinstallation aus stählernen Halogenlampen entworfen. Im Mai 2019 wurde der Club um einen aus Ulm herangeschafften ausrangierten Trambahnwagen aus dem Jahr 1967 ergänzt, der künftig als Jugendtreff fungieren soll und in dem Kunstworkshops stattfinden sollen.

### Brandanschläge
Der neue Standort am Viehbahnhof verursachte eine Debatte über Gentrifizierung und Freiräume für Subkultur in München, als Teile der lokalen Graffiti-Szene fürchteten, von der Clubszene verdrängt zu werden und das Gelände im Viehhof, wo das Sprayen von Graffiti erlaubt ist, zu verlieren. Laut Daniel Hahn war jedoch die Integration von Graffiti mit dem Club von Anfang an beabsichtigt, und die lokale Graffiti-Szene solle bei der Gestaltung der Wände und Container mit einbezogen werden. Weiter wurde von den Mitarbeitern des Bahnwärter Thiel, der Stadt München und Teilen der Graffiti-Szene eine Holzmauer von 100 Metern Länge als zusätzlicher Platz für Graffiti errichtet. Graffiti-Künstler fürchteten jedoch irrtümlicherweise, dass diese dazu dienen sollte, Sprayer von dem Gelände auszuschließen.
Im Mai 2018 kam es zu einem Brandanschlag auf den Bahnwärter Thiel, der dazu führte, dass ein mit Möbeln gefüllter Holzschuppen des Ensembles niederbrannte. Eine berstende Wasserleitung verhinderte jedoch, dass das Feuer auch auf das Clubgebäude übergreifen konnte. Wegen möglicher politischer Motive und da ein technischer Defekt ausgeschlossen werden konnte, nahm der Staatsschutz die Ermittlungen auf. Bereits Monate zuvor hatte ein Bagger auf dem Gelände gebrannt, und meterhohe Graffiti mit Slogans wie "Bahnwärter Thiel angreifen" zierten das Gelände. Im Dezember 2018 kam es zu einem dritten Brand im Bahnwärter Thiel, bei dem mehrere Wohnwagen und ein Überseecontainer ausbrannten, dieses Mal ermittelte die Polizei jedoch einen technischen Defekt als Ursache.

### Pelzverbot
Obwohl der Bahnwärter Thiel für seine im Allgemeinen lockere Türpolitik bekannt ist, verwehrt der Club seit Anfang Februar 2020 allen Gästen den Eintritt, die Kleidungsstücke aus Pelz oder ein Pelz-Accessoire tragen. Die Ankündigung des Clubs sorgte für deutschlandweite Schlagzeilen und führte zu Diskussionen über die Sinnhaftigkeit des Verbots. Der Club begründete das Verbot damit, dass Kleidungsstücke wie Pelzkragen ein absolut überflüssiges Accessoire seien, die keine andere Funktion hätten, als Statussymbol für ihre Träger zu sein, und dass die Tiere nur wegen ihres Pelzes getötet würden. Während der Deutsche Tierschutzbund die Entscheidung begrüßte, wurde sie vom Handelsverband Bayern kritisch gesehen. Die Tierschutzorganisation PETA zeichnete den Bahnwärter Thiel für das Verbot als „Helden für Tiere“ aus und äußerte die Hoffnung, dass „immer mehr Clubbesitzer diesem positiven Beispiel“ folgen würden.

### Künftige Entwicklung
Der abgeschlossene Mietvertrag für den Bahnwärter Thiel auf dem Viehhof-Gelände endete zunächst im Jahr 2022 und wurde bis 2027 verlängert. Die Neuentwicklung von Teilen des Viehhofs hat bereits mit dem Bau des neuen Münchner Volkstheaters begonnen, weiter ist die Errichtung eines Neubauwohnviertels auf Teilen des Geländes geplant.

## Rezeption und Auszeichnungen
Der Bahnwärter Thiel ist immer wieder Gegenstand überregionaler und internationaler Berichterstattung. Die renommierte Tageszeitung The New York Times führte den Bahnwärter Thiel als Beispiel für neue hippe Orte des Münchner Nachtlebens an, welche Berlin Konkurrenz machen könnten. Bei den Munich Nightlife Awards 2016 gewann der Club den 3. Platz in der Kategorie Techno, House, Electro, sowie bei den Munich Nightlife Awards 2017 den 1. Platz in der Kategorie Ambiente/Ausstattung.

## Assoziierte Projekte
Seit 2018 betreibt die Crew des Bahnwärter Thiel nur wenige hundert Meter vom Standort des Clubs entfernt auch das Partyschiff Alte Utting, ein früheres Passagierschiff vom Ammersee, das sich auf einer stillgelegten Eisenbahnbrücke im Stadtbezirk Sendling befindet und vorwiegend als Restaurant, Bar, Kleinkunstbühne und Veranstaltungsort für Musikkonzerte genutzt wird.

## Galerie

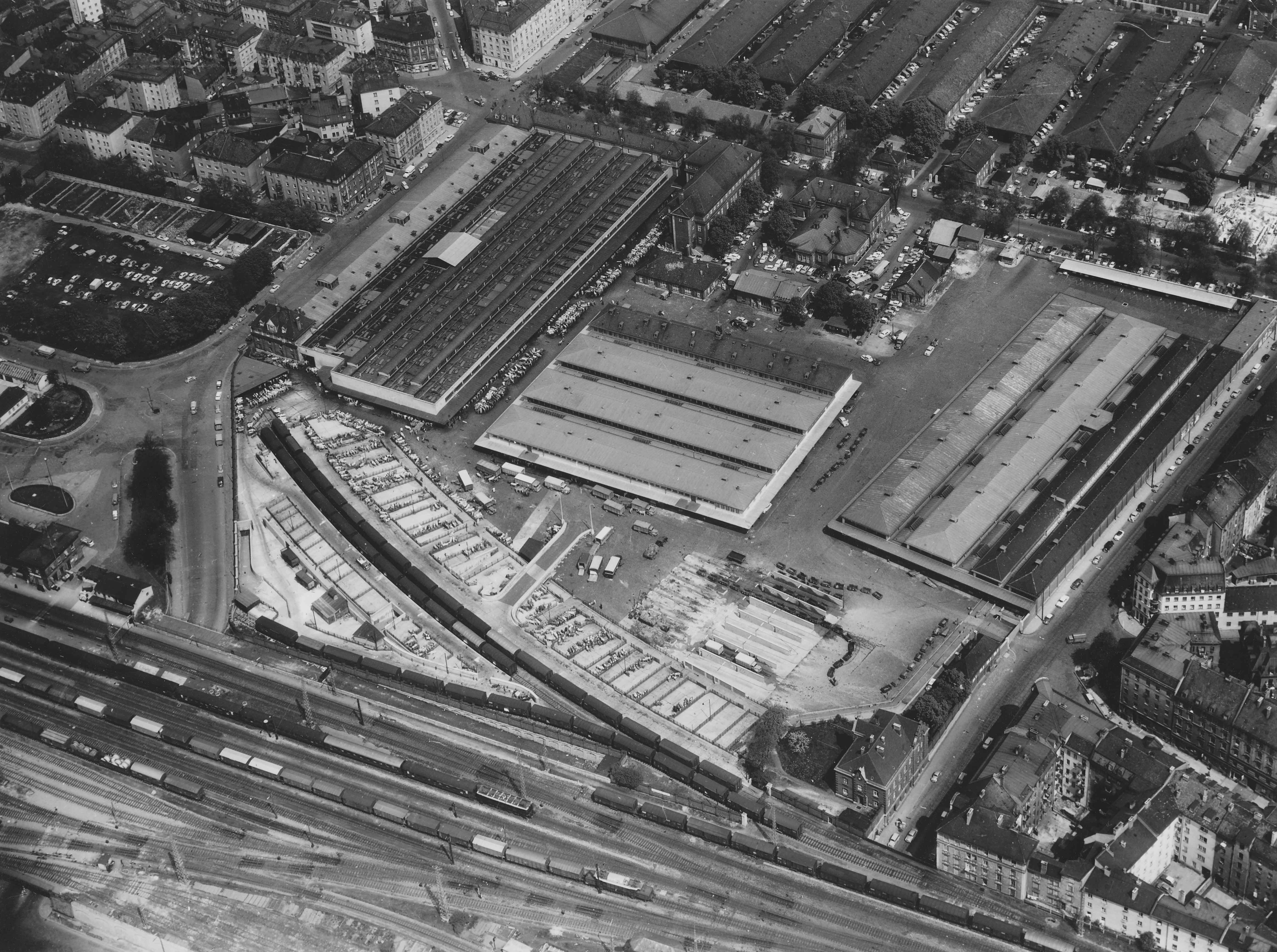
Der Viehhof im Jahr 1962
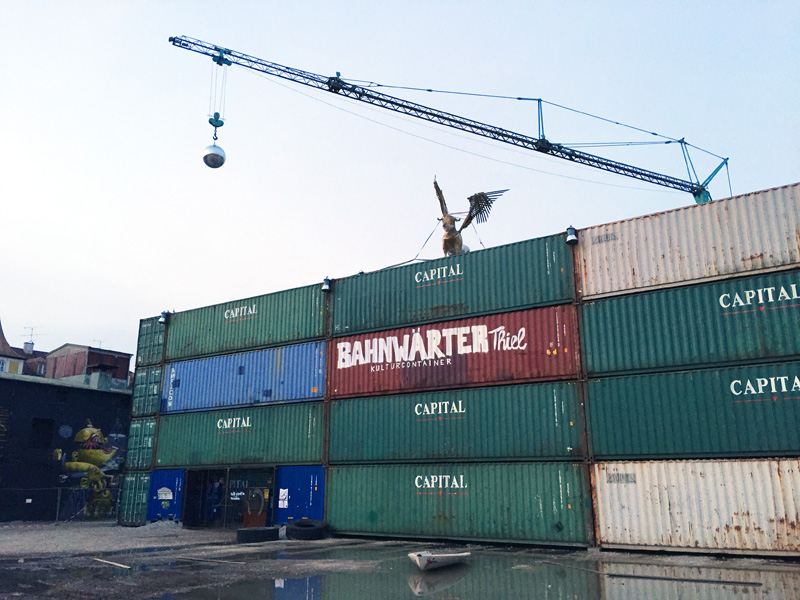
Containerburg am alten Standort
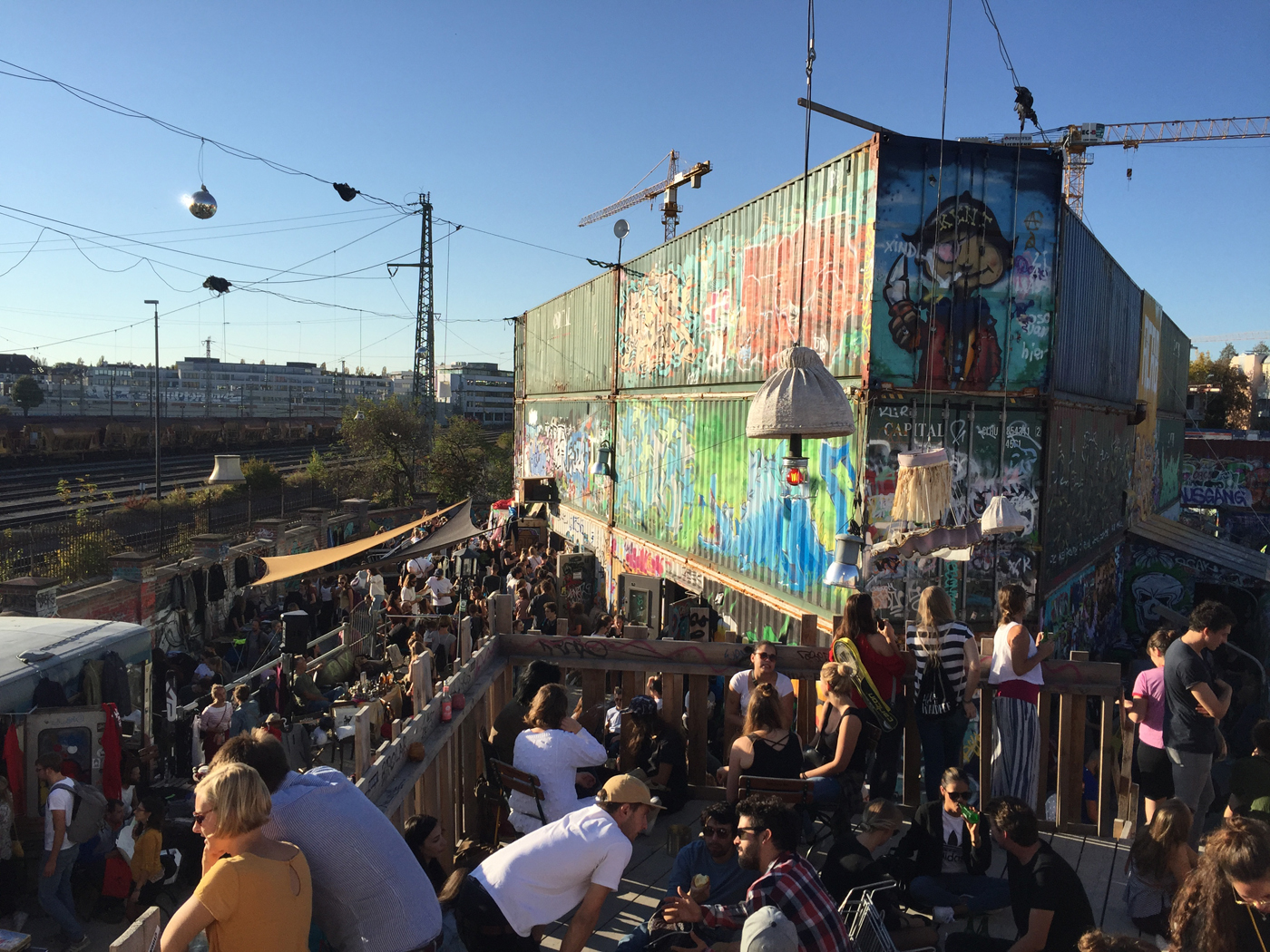
Außenbereich des Bahnwärter Thiel
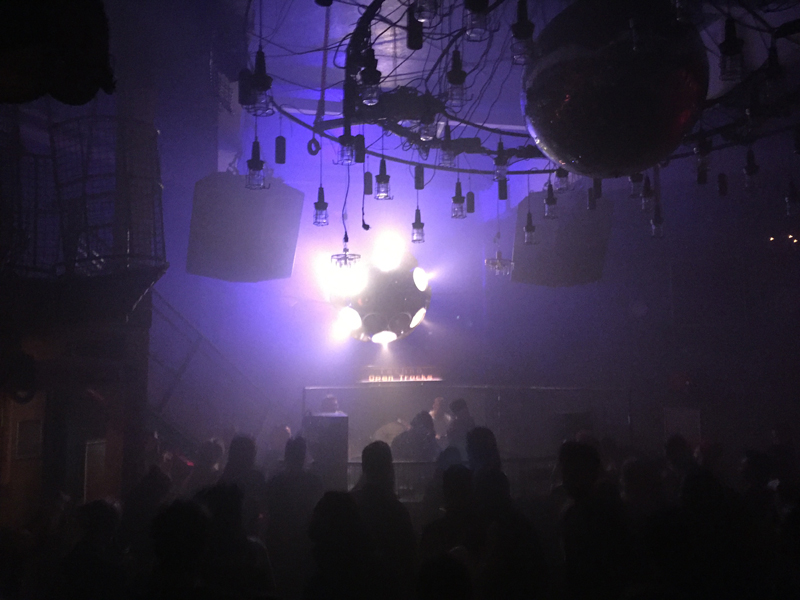
Mainfloor des Bahnwärter Thiel
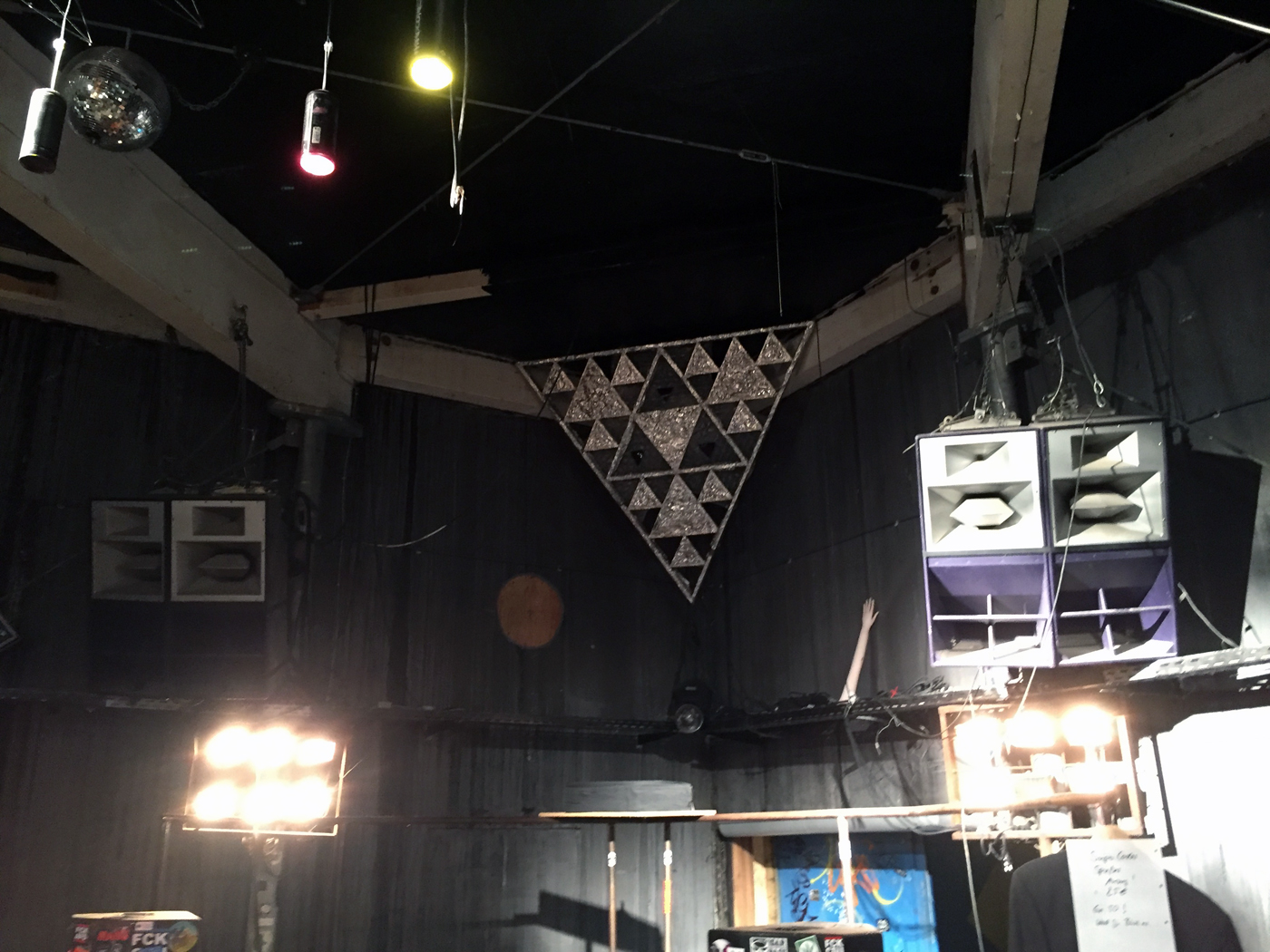
Soundsystem des Bahnwärter Thiel
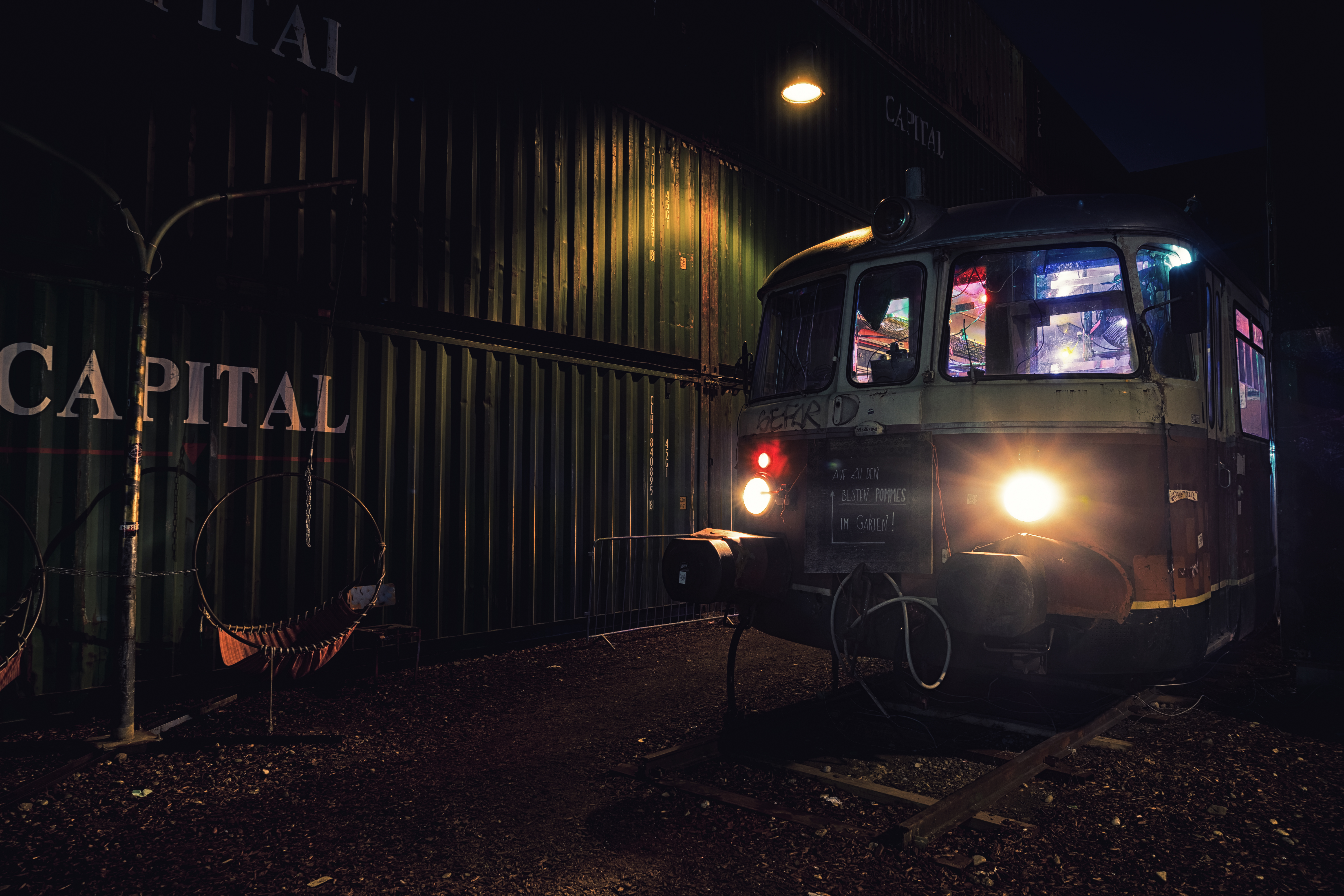
Schienenbus des Bahnwärter Thiel
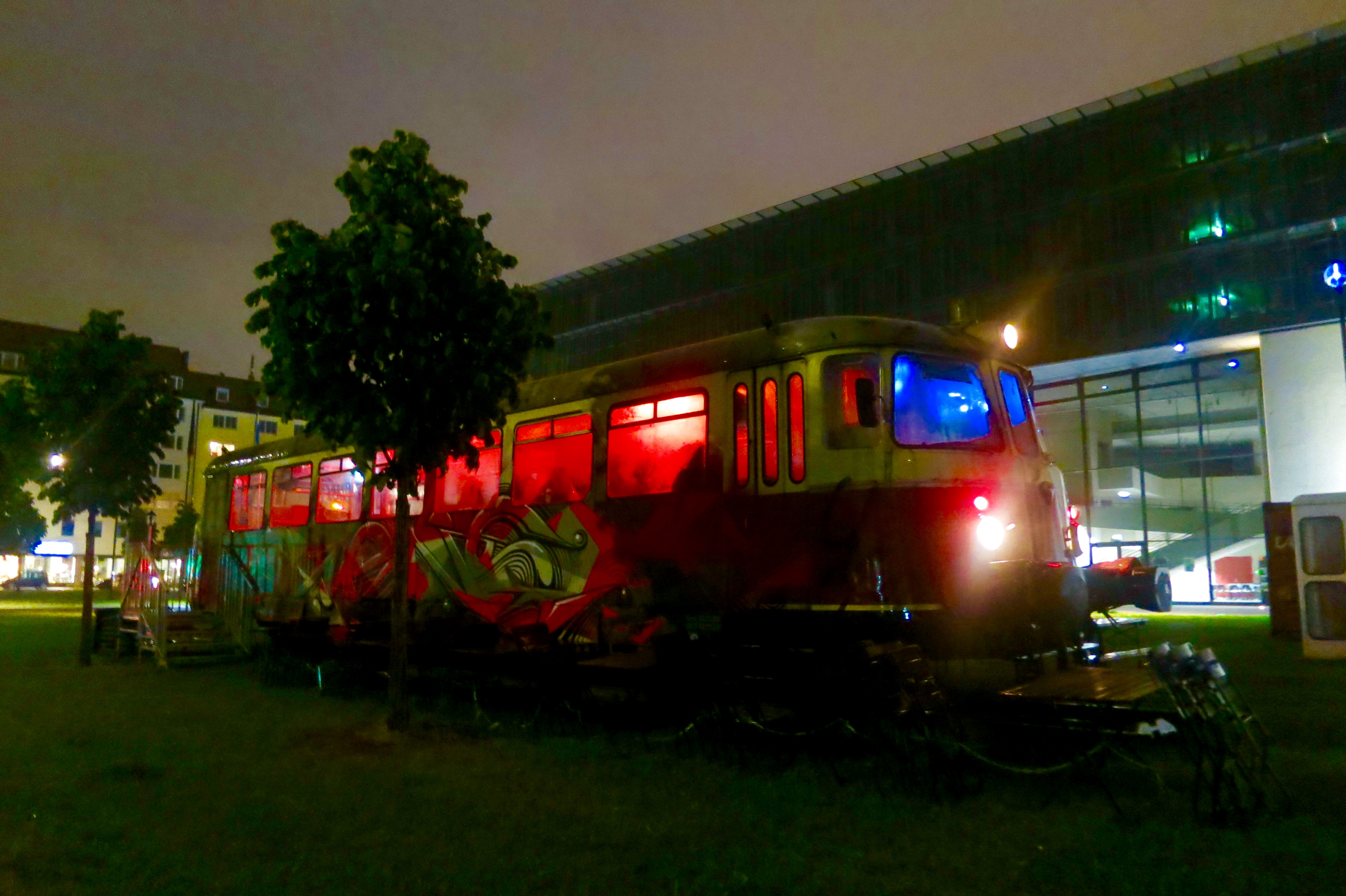
Minna Thiel vor der HFF im Mai 2016